# Christer Lindarw
Bert Christer Lindarw, folkbokförd Lindarv, ursprungligen Jonsson, född 3 mars 1953 i Fors församling i Eskilstuna, Södermanlands län, är en svensk kläddesigner och Sveriges mest kända dragshowartist, ledare för dragshow-gruppen After Dark. Trots att han är man, har Lindarw i svensk press kallats Sveriges vackraste kvinna.

## Biografi

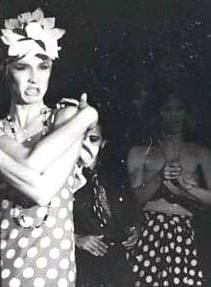
Lindarw debuterar 5 januari 1976.

Christer Lindarw flyttade till Stockholm när han var 19 år gammal efter att under hela barndomen ha bott med sin mor i en enrumslägenhet i Eskilstuna. Redan under barndomen uppträdde han ofta med sång och underhållning och framträdde i tonåren några gånger på folkparker i Södermanland med (då okända) Anni-Frid Lyngstad. Fadern Bert Lindarw (1930–2020), som varit speedwayförare, anslöt sig till familjen och gifte sig med modern Vivi-Anne Jonsson (1932–2013) först när Lindarw var 17 år gammal. Han var däremellan gift ett tiotal år på annat håll.
Christer Lindarw är utbildad som designer på Beckmans i Stockholm.

### After Dark
Hans intresse för dragshow-genren kom efter en maskerad med temat ombytta roller. Efter rekommendation av en bekant Roger Jönsson började han först framträda i en transvestitroll när han 1976 scendebuterade på nattklubb som Zsa Zsa Shakespeer i Wild Side Story hos Alexandra Charles på Biblioteksgatan i Stockholm. Starten just där innebar förmånen att hans och Jönssons begåvningar omedelbart exponerades för Stockholms så kallade innefolk med trendsättare som Sighsten Herrgård och Sten Hedman i spetsen. När den första showen inom kort lades ner på grund av avhopp, sammanfördes först Lindarw, Jönsson och Lasse Flinckman i Sveriges allra första lilla utpräglade dragshow - Lars Jacob's Monday Night Dragshow - i samma lokal. I de första showerna ingick imitationer och parodier.
Senare samma år höll de tre med egen show till i några månader på nattklubben Shazam vid Sankt Eriksbron, startade en dragshowgrupp med namnet After Dark och öppnade snart en egen framgångsrik nattklubb med samma namn på David Bagares gata i Stockholm. TV filmade föreställningen där 1978. 1980 fick After Dark sitt stora genombrott med showen Förför Sverige i tiden på Hamburger Börs. Att Lindarw fick allt mer av fokuset från media orsakade en spricka mellan honom och Flinckman, vilket gjorde att Flinckman hoppade av. "Men vi återförenades. Vi var beroende av varandra. Helan och Halvan." Jönsson hade övergått till en annan draggrupp 1981 och avled 1984.
Under den internationella scenkarriären, då Lindarw med tiden även börjat sjunga med egen röst och tidvis framträda som man, har han också haft framgång i sitt grundyrke kläddesign. Han har ritat många av After Darks kläder själv. och skapade även den specialklänning som värdinnan Lill Lindfors (med avsikt) tappade under Eurovision Song Contest 1985, den som snabbt blev hel igen när hon fällt ner en dubbel överdel. Han har också under 2020-talet skapat ett flertal galaklänningar beställda och burna av Kronprinsessan Victoria.
Förutom ett stort antal TV-shower och framträdanden i Skandinavien har Lindarw med After Dark även gjort gästspel i södra Europa och i USA: 8 månader i Madrid 1983, 6 månader på Alcazar Theatre i San Francisco och 1987 gjorde gruppen en 4 månader lång spelning på hotellet Harrah's Lake Tahoe.
I mitten av 1990-talet, ungefär ett decennium efter den stora HIV-paniken, där flera av Lindarws vänner och medarbetare gick bort, kom han ut som homosexuell. Dröjsmålet var strategiskt, för att inte förstärka "fördomarna om att alla homos är feminina och vill ha damkläder på sig"; efter att Jonas Gardell och Eva Dahlgren och Efva Attling kommit ut, mildrades den effekten.
I januari 1996 gjorde After Dark en specialshow som 20-årsjubileum över Lindarws scendebut, och den pågick i 2 år på Börsen i Stockholm, Rondo i Göteborg och Amiralen i Malmö samt under en turné genom Sverige som avslutades med två utsålda hus i Globen 1998.

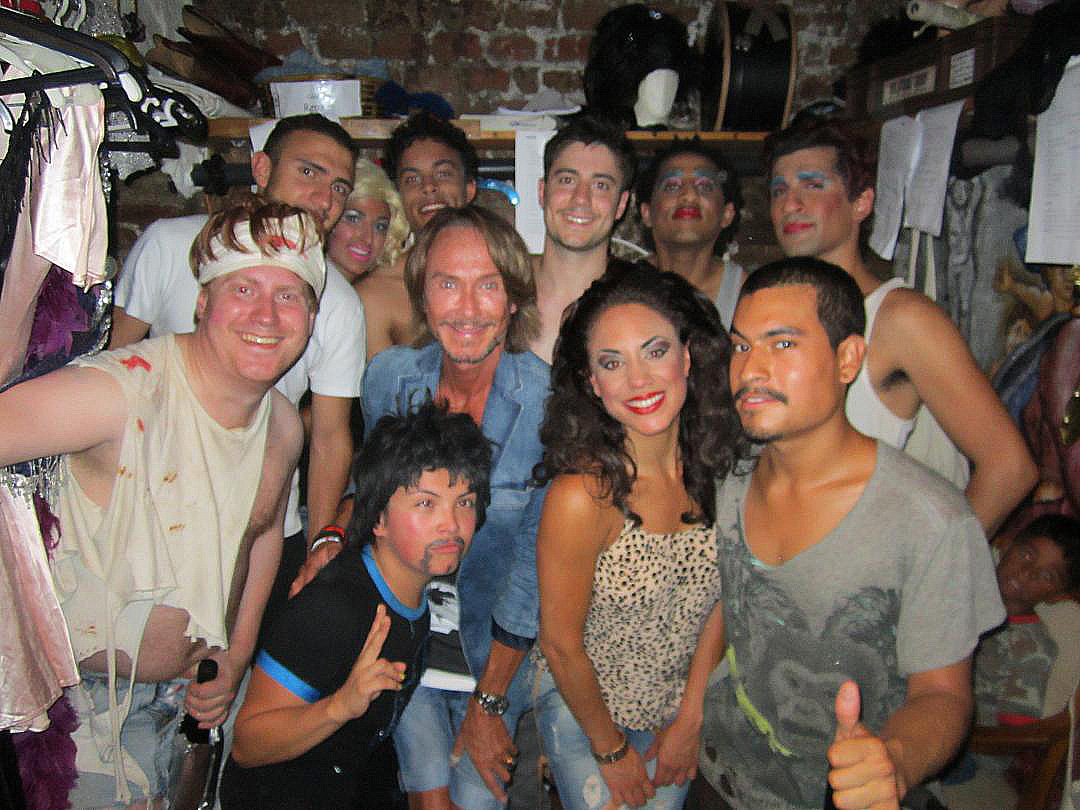
Lindarw med en ung ensemble för Wild side story efter föreställning vid showens 40-årsjubileum 2013 i Gamla stan i ett källarvalv tillägnat Michelangelos David.

### Melodifestivalen och senare uppmärksamhet
Lindarw och Flinckman kom under artistnamnet After Dark på tredje plats i Melodifestivalen 2004 med låten La dolce vita. Hösten 2004 släpptes en skiva, och en ny show med samma namn som sången sattes upp på Restaurang Tyrol i Stockholm. Lindarw har under alla år varit central i planeringen och genomförandet av After Darks produktioner.
Han gjorde i Melodifestivalen 2007 låten "Åh, när ni tar saken i egna händer" och kom på femte plats i en deltävling. Medverkande i numret var även Bosse "Bildoktorn" Andersson, Tina Nordström, Ernst Kirchsteiger och Martin Timell.
Sedan Flinckman dragit sig tillbaka samarbetade Lindarw 2009-2010 i en ny framgångsrik show med Babsan Wilhelmsson som då fick en av de två kvarvarande huvudrollerna i After Dark. En inspelning av föreställningen från Tyrol sändes av TV4 som After dark med Babsan nyårsafton 2011.
Lindarw medverkade i säsong 6 av SVT-programmet Stjärnorna på slottet 2011–2012.
2012 samarbetade Lindarw och Wilhelmsson igen i en show kallad Let's go party som började på Malmö Opera och gick vidare till Hamburger börs i Stockholm och Rondo i Göteborg, till en turné i Sverige och avslutades i januari 2014 på Cirkus i Stockholm efter 150 föreställningar.
Lindarw som After Dark tävlade i Melodifestivalen 2016 med låten "Kom ut som en stjärna" och kom på sista plats i den tredje deltävlingen.

År 2016 gav Bonniers ut Lindarws memoarer This is my life skrivna av honom och Christina Kellberg.

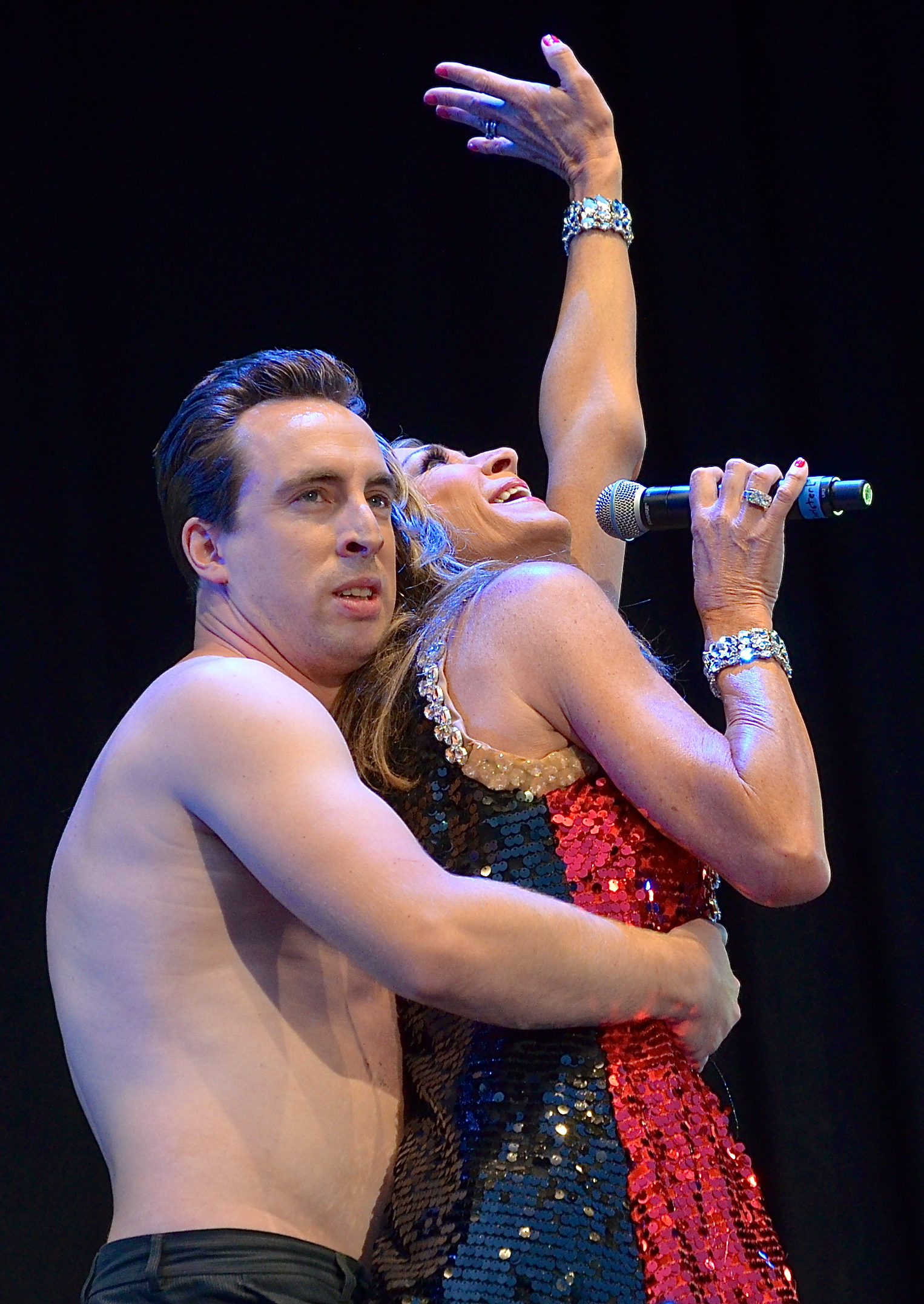
Christer Lindarw under ett uppträdande med Per Andersson på Stockholms Kulturfestival 2012.

Som skådespelare i TV-debuterade Lindarw 2018 med en återkommande roll i Bonusfamiljen. I maj 2025 var han huvudperson i intervjuprogrammet Vilket liv! där hans liv och karriär uppmärksammades. Bland gästerna fanns drottning Silvia.

## Priser och utmärkelser i urval
- Kasperpriset 1979 – Dagens Nyheter
- Årets Artist 1982 – Stallbröderna
- Årets Bästa Showgrupp 1984 – Nöjesforum
- San Franciscos teater och kritikerpris 1985 för Bästa Huvudroll (Christer Lindarw), Bästa Ljussättning och Bästa Produktion
- Tigertassen 2000
- Kanal 1 Nöjes bidrag till Montreux 1995 (showen Mycké Nöje med Lindarw)
- Årets drag och Årets Show på Gaygalan 2005
- Guldmasken för Bästa kostym 2005
- Eskilstuna Stads Musikpris 2006
- Dansmuseet i Stockholm 2004 Lindarws kläder genom tiderna i utställningen Dressed for success
- Årets drag och årets scen på Gaygalan 2013
- Årets drag, årets scen samt årets bok på Gaygalan 2017
- Årets homo/bi på Gaygalan 2018
- Lisebergsapplåden 2018.
- After Dark med Christer Lindarw invalda i Melodifestivalens "Hall of Fame" 2020.[19]
- "Årets TV-stjärna" som Danny i Bonusfamiljen, QX Gaygalan 2022.[20]
- TV-dokumentären "Christer Lindarw - ett porträtt" i anslutning till Lindarws 70-årsdag 2023.[21][22]

## Diskografi

### Studioalbum
- 2004 - La dolce vita
- 2013 - Let's go party

### Singlar
- 2004 - La dolce vita
- 2004 - Det är då jag älskar dig
- 2006 - Kom ut ("Go West") (med Stockholms gaykör, The official song of Stockholm Pride 2006)
- 2007 - (Åh) När ni tar saken i egna händer
- 2014 - Let's go party After Dark
- 2016 - Kom ut som en stjärna

## Filmmedverkan
- 1981 – Göta kanal
- 1985 – August Strindberg: Ett liv (TV-film)
- 1997 –  Adam & Eva (ej krediterad)
- 2019 – Bonusfamiljen (TV-serie)

## Teater

### Kostym
| År   | Produktion            | Upphovsmän                                            | Regi                      | Teater            |
| ---- | --------------------- | ----------------------------------------------------- | ------------------------- | ----------------- |
| 1983 | The Rocky Horror Show | Richard O'Brien                                       | Thotte Dellert            | Chinateatern      |
| 1985 | A Star is Torn        | Robin Archer och Rodney Fisher Översättning Rune Blom | Olle Ljungberg Sonja Gube | Scalateatern      |
| 2014 | Livet är en schlager  | Jonas Gardell och Fredrik Kempe                       | Jonas Gardell             | Cirkus, Stockholm |